# Antoon Marstboom
Antoon Marstboom (Anvers, 26 septembre 1905 - Anvers, 17 mai 1960) ou Franciscus Antonius Theresia Martsboom, était un artiste, sculpteur et designer belge. 

## Biographie
Antoon Marstboom naît en 1905 à Anvers.
Il étudie à partir de 1919 à l'Académie des Beaux-Arts d'Anvers, dans l'idée de devenir sculpteur. Il s'inscrit en 1925 à l'Académie communale de Berchem dans les cours de peinture, et y remporte le prix d'excellence avec la nature morte Rabauwappels ("Les pommes vauriennes"). 
En 1928, il entame l'année académique au Haut Institut National des Beaux-Arts d'Anvers, où il suit les cours  d'art monumental d'Albert Ciamberiani et ensuite les cours de peinture du professeur Isidore Opsomer. Il termine ses études en 1935 et installe son atelier personnel dans la Beggaardenstraat à Anvers. Il y dessine, peint, et étudie les thèmes de l'art classique comme les nus, les paysages, les natures mortes et les vues de la ville d'Anvers. 
Entre 1942 et 1947, il séjourne souvent à Kasterlee dans la Campine afin d'échapper à l'atmosphère oppressante de la ville. Durant cette période, il est désigné professeur à l'Académie des Beaux-Arts d'Anvers. Il y donne des cours de peinture de modèle vivant. En dehors de son métier d'enseignant, il conçoit des décors et costumes pour le Nationaal Toneel d'Anvers. Son style personnel évolue sous l'influence de ce travail et il insère des actrices, des plantes et des rêveries dans ses oeuvres. 
Entre 1952 et 1954, il crée des toiles inspirées des vues du port d'Anvers. Il évolue peu à peu vers l'abstraction et a recours à la technique de la détrempe à la cire, en dehors du medium plus classique de l'huile sur toile. 
Martsboom décède 17 mai 1960 au sommet de sa carrière artistique, après une courte maladie.

## Expositions
Entre 1936 et 1960, il expose son œuvre dans pas moins de 86 expositions, tant individuelles que collectives, tant internationales que nationales.

## Collections publiques
- Musées royaux des Beaux-Arts de Belgique, Bruxelles, deux œuvres[3].

## Hommages
La ville d'Anvers a donné le nom de l'artiste à une rue.